# Prasit Jantum
Prasit Jantum (tiếng Thái: ประสิทธิ์ จันทุม, sinh ngày 30 tháng 4 năm 1995), còn được biết với tên đơn giản Ko (tiếng Thái: โก้), là một cầu thủ bóng đá người Thái Lan thi đấu ở vị trí tiền vệ cho câu lạc bộ Giải bóng đá Ngoại hạng Thái Lan Suphanburi.